# ناثان دوغرتي
ناثان دوغرتي (بالإنجليزية: Nathan Dougherty)‏ هو مدرب كرة سلة أمريكي، ولد في 23 مارس 1886 في مقاطعة سكوت في الولايات المتحدة، وتوفي في 18 مايو 1977.